# Акер
Акер е древноегипетски бог, пазач на залеза и изгрева. Изобразяван е като два лъва, обърнати с гръб един към друг, поддържащи помежду си слънчевия диск, уравновесен между източния и западния хоризонт.
Хтоничен земен бог на преминаването. Известен от периода на Старото царство (от около 2700 пр.н.е. нататък). Контролира пространството между източния и западния хоризонт на подземния свят и пази портата, през която царят слиза в долното царство. Акер осигурява също така безпрепятствено преминаване на лодката на бога на слънцето през подземния свят нощем. Може да бъде видян като гнездо, в което е закрепена мачтата на платнохода. Смята се, че закриля срещу ухапване от змии. Представят го като двойка гледащи в противоположна посока човешки или лъвски глави.